# Império Sosso
O Império Sosso ou Caniaga do século XII de África Ocidental. Seu líder mais famoso, Sumanguru Cante, era considerado um líder cruel e severo de seu reino, de acordo com antigos historiadores africanos. Seu estilo de liderança severo manteve o império em equilíbrio e levou à organização dentro dos estados-nação. Houve também um grande sucesso econômico sob seu governo. Diz-se que ele usou "magia" para assustar seu povo e manter seu reino unido.
O Império Sosso sucedeu ao Império do Gana após a queda deste último. Sumanguru capturou o estado chamado Cangaba durante seu reinado, que mais tarde se tornou o Estado de Mali. Sumanguru controlou seu povo sob um governo severo, até que foi finalmente derrubado pelo herói do folclore africano, Sundiata Queita. Sundiata foi exilado de sua casa no império quando criança. No entanto, ele viajou pela área circundante, reuniu aliados e tropas para lutar com ele e lutou contra o império de Sumanguru na Batalha de Quirina em 1235. Lá, Sundiata foi vitorioso e assumiu o império Sosso, encerrando efetivamente o reinado do império.